# Метод цитоплазматической замены
Метод цитоплазматической замены — метод ВРТ, особенностью которого является пересадка цитоплазмы из клеток женщины-донора в яйцеклетку матери. В результате будущий ребёнок получает набор мтДНК из третьего источника. Процедура проводится в случае женского бесплодия, вызванного повреждением митохондрий. Отмечается, что этот метод помогает избежать некоторых митохондриальных заболеваний у ребёнка, включая сахарный диабет, сопровождающиеся глухотой.. Процедура вызвала бурное обсуждение в сфере биоэтики и официально не применялась ни в одной из стран мира до тех пор, пока в феврале 2015 года метод цитоплазматической замены не был легализован правительством Великобритании.

## Дело Аланы Сааринен
Алана Сааринен (рожд. 2000 г.) была зачата в США, в рамках эксперимента по лечению бесплодия, в ходе которого был применён метод цитоплазматической замены. Её ДНК содержит ДНК трёх биологических родителей.
До рождения Аланы, её родители сделали четыре попытки искусственного оплодотворения. Пятая попытка, с использованием метода цитоплазматической замены, оказалась успешной. В яйцеклетку Шарон Сааринен (матери Аланы) была пересажена цитоплазма клеток женщины-донора, содержащую здоровые митохондрии. Затем, яйцеклетка была оплодотворена спермой мужа Шарон. Вследствие такого переноса, эмбрион получил часть ДНК донора (приблизительно 1 %).
По словам матери, её дочь здорова, и живёт обычной жизнью подростка: любит гольф, играть на пианино, слушать музыку, проводить время с друзьями. Несмотря на успех, в случае Шарон Сааринен, в 2001 году, метод цитоплазматической замены был запрещён управлением по санитарному надзору за качеством пищевых продуктов и медикаментов США из-за вопросов безопасности и этики.

## Доступность
Метод до сих пор находится в стадии исследования, и не признан безопасным и эффективным в США. В Китае метод был запрещён после неудачной попытки его проведения в 2003 году. Великобритания стала первой страной, легализовавшей метод, после принятия в палатах Лордов и Общин соответствующего законопроекта в феврале 2015.

## Техника выполнения
Процесс исполнения цитоплазматической замены включает в себя извлечение ядра яйцеклетки, и последующее перемещение этого ядра в цитоплазму другой яйцеклетки, ядро которой предварительно извлекают. Затем, происходит оплодотворение гибридной яйцеклетки спермой. Цель процедуры — замена цитоплазмы яйцеклетки, содержащую повреждённые митохондрии, цитоплазмой яйцеклетки донора, которая предоставляет будущему организму свои здоровые митохондрии.
Несмотря на то, что цитоплазма яйцеклетки донора предоставляет всего 1 % генетического материала будущему ребёнку, при проверке генетического материала у детей, рождённых при помощи метода цитоплазматической замены, чётко отслеживались следы трёх биологических родителей. Это происходит потому, что донор обычно не является родственником ребёнку со стороны матери.